# Symphonie no 3 de Mayer
Pour les articles homonymes, voir Symphonie no 3.
La Symphonie no 3 en do majeur dite « Militaire » est la troisième symphonie de la compositrice allemande Emilie Mayer, écrite en 1850.

## Contexte et création
Emilie Mayer compose sa troisième symphonie en 1850. Elle pourrait être un écho des évènements qui ont eu lieu en 1848 à Berlin, alors que la compositrice y vit. L'œuvre est créée le 21 avril 1850 sous la direction de Wilhelm Wieprecht.

## Structure
L'œuvre se compose de quatre mouvements :
1. Adagio – Allegro con brio
2. Un poco adagio
3. Scherzo. Allegro
4. Finale militaire. Adagio – Allegro vivace

## Analyse
Les effets militaires brillants ne sont pas sans rappeler la Symphonie no 100 de Joseph Haydn, qui porte aussi l'appellation de « Militaire ».

### Andante – Allegro con brio
L'introduction commence par un Adagio qui est suivi par un Allegro con brio, aussi dynamique que noble.

### Un poco Adagio
Le deuxième mouvement est plus mélodique, et propose un solo du violoncelle.

### Scherzo. Allegro
Le scherzo est très beethovenien dans son aspect.

### Finale militaire. Adagio - Allegro vivace
Le Finale débute comme le premier mouvement par une introduction paisible, mais il justifie bientôt son sous-titre de « Militaire » par un développement qui fait la part belle aux cuivres.